# Cæcilius Calvert

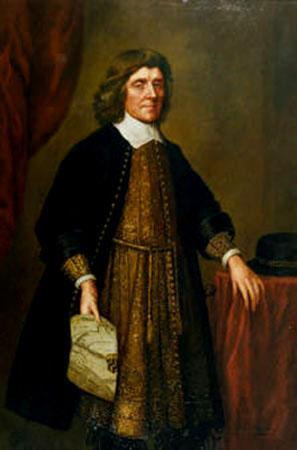
Cæcilius Calvert, drugi baron Baltimore

Cæcilius Calvert, znany także jako Cecil Calvert, (ur. 8 sierpnia 1605 roku, zm. 30 listopada 1675 roku) – angielski kolonizator, pierwszy właściciel prowincji Maryland.

## Młodość
Urodzony 8 sierpnia 1605 roku w hrabstwie Kent w Anglii Cæcilius Calvert, zwany także Cecilem, był najstarszym z dziesięciorga dzieci pierwszego barona Baltimore, George’a Calverta. Dnia 25 czerwca 1621 roku wstąpił na studia w Trinity College na Uniwersytecie Oksfordzkim, zdając egzamin wstępny 16 lipca, jednak prawdopodobnie nigdy ich nie ukończył
Cecil miał zaledwie kilkanaście lat, gdy 8 sierpnia 1622 zmarła jego matka, Anne Mynne. W roku 1627 lub 1628 ożenił się z Anne Arundell, córką angielskiego szlachcica, Sir Thomasa Arundella z Wardour w Anglii.
W 1628 roku, podczas gdy George Calvert wraz ze swoją drugą żoną i całą rodziną wyruszył rozwinąć kolonię Avalon na Nowej Fundlandii, Cecil pozostał w Anglii aby doglądać rodzinnego majątku. Doświadczywszy surowego klimatu w kolonii Avalon, George Calvert w sierpniu 1629 roku napisał list do króla Anglii z prośbą o przyznanie mu nowych ziem w Nowym Świecie, które położone byłyby bardziej na południe, w okolicach Wirginii. Wkrótce George Calvert podupadł jednak na zdrowiu i zmarł 15 kwietnia 1632 roku, przed zatwierdzeniem przez króla statutu kolonii Maryland. Cecil został wykonawcą testamentu George’a, otrzymując w spadku nieruchomości i majątek o wartości 9 700 funtów szterlingów oraz przejmując tytuł barona Baltimore

## Założenie kolonii Maryland
Cecil kontynuował zamierzenia kolonizacyjne swego ojca. W listopadzie 1633 roku wysłał do Ameryki dwa statki, „Ark” i „Dove”, z ponad dwustu osobami na pokładzie. Koloniści ci założyli 25 marca 1634 na zachodnim wybrzeżu Zatoki Chesapeake osadę nazwaną potem St. Mary’s. Wykorzystano wioskę opuszczoną przez Indian- domostwa i gotowe, wykarczowane pole.
W 1640 kolonia liczyła 2000 mieszkańców, w latach 1640–1660 przybywało około 10 tys.osób rocznie.